# ۱۲۴۳ (قمری)
۱۲۴۳ (قمری)، هزار و دویست و چهل و سومین سال در گاهشماری هجری قمری است. اول محرم این سال برابر با بیست و پنجم ژوئیه سال ۱۸۲۷ میلادی است.

## زادگان
- میرزا حسین‌خان سپهسالار :  صدر اعظم ایران در دوره ناصرالدین‌شاه قاجار .